# Martinsmantelaapje
Het martinsmantelaapje (Saguinus martinsi)  is een zoogdier uit de familie van de klauwaapjes (Callitrichidae). De wetenschappelijke naam van de soort werd voor het eerst geldig gepubliceerd door Oldfield Thomas in 1912. Hij noemde de soort naar de Braziliaan Oscar Martins, die het type-specimen had verzameld in het Amazonegebied voor het Goeldi-museum in Belém (Pará).

## Voorkomen
De soort komt voor in Brazilië in een beperkt gebied ten noorden van de Amazonerivier, aan weerszijden van de rivier Rio Nhamundá.

## Ondersoorten
- Saguinus martinsi martinsi – (O. Thomas, 1912) – Komt voor in Brazilië, tussen de Rio Nhamundá en de Trombetas.
- Saguinus martinsi ochraceus –  (Hershkovitz, 1966) – Komt voor in Brazilië, tussen de Rio Nhamundá en de Uatumã